# Jacques Kinberg
Jakob Frithiof ”Jacques”" Kinberg, född den 7 november 1832 i Visby, död den 28 november 1907 i Stockholm, var en svensk läkare. Han var bror till Carl, Edward och August Kinberg. De tillhörde släkten Kinberg från Gotland.
Kinberg blev student vid Uppsala universitet 1851, medicine kandidat 1863 och medicine licentiat vid Karolinska institutet 1868. Han var tillförordnad provinsialläkare i Grythytte distrikt, Örebro län, 1868—70, tillförordnad stadsläkare i Visby 1871—72, provinsialläkare i Neder-Kalix distrikt, Norrbottens län, 1872—76, i Ölands norra distrikt 1876—83 och i Kalmar distrikt 1883—93. Kinberg var tillika järnvägsläkare vid Kalmar-Emmaboda järnväg.